# Baħrija

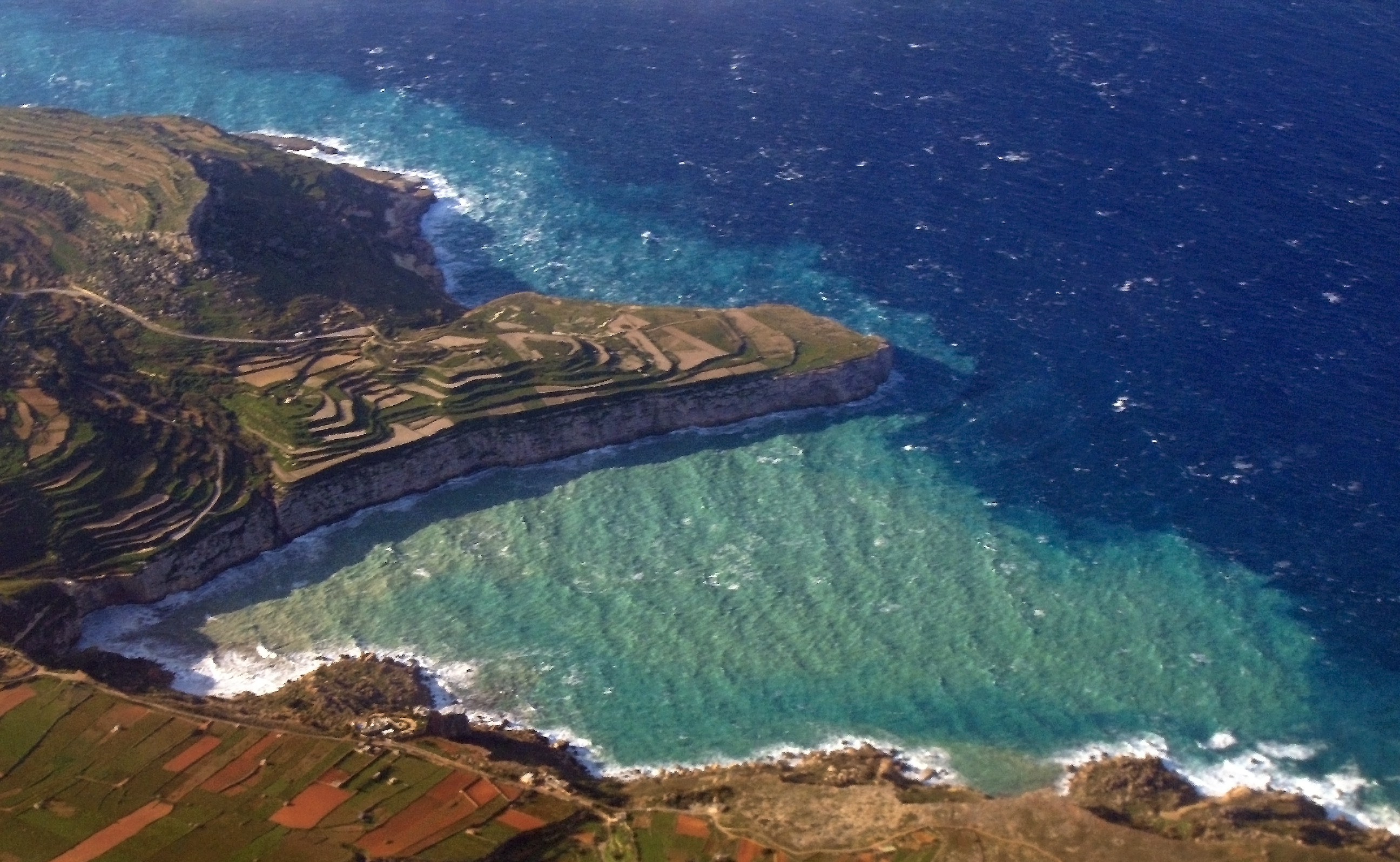
Ras ir-Raħeb

Baħrija ist ein kleines Dorf auf Malta, das zur Stadt Rabat gehört und 3.000 Einwohner hat. Der Name bedeutet so viel wie Motte. Die Grafen von Moscati erhielten den Ort als Lehen von den Großmeistern des Malteserordens.
In Baħrija gibt es zwei Kirchen, eine alte (die heute nicht mehr benutzt wird), und eine neuere, die 1984 gebaut und dem hl. Martin von Tours geweiht wurde.
Das wichtigste Fest in Baħrija ist daher auch das des Hl. Martin von Tours, das jedes Jahr am 11. November gefeiert wird. Zu diesem Fest wird den kleinen Kindern ein Sack voll verschiedener Nüsse und frischer Früchte geschenkt. Eine weitere Tradition, die es nur in Baħrija gibt, ist eine Messe, die jeweils am 1. Sonntag nach dem Martinsfest abgehalten wird, und in der viele Sachen in verschiedenen Lotterien zu gewinnen sind.